# Myliobatis peruvianus
Myliobatis peruvianus es una especie de pez rajiforme de la familia Myliobatidae.

## Hábitat y distribución geográfica
Es un pez de mar y de clima subtropical y bentopelágico.
Se encuentra en el Océano Pacífico suroriental, el Perú y Chile